# درون‌دانه

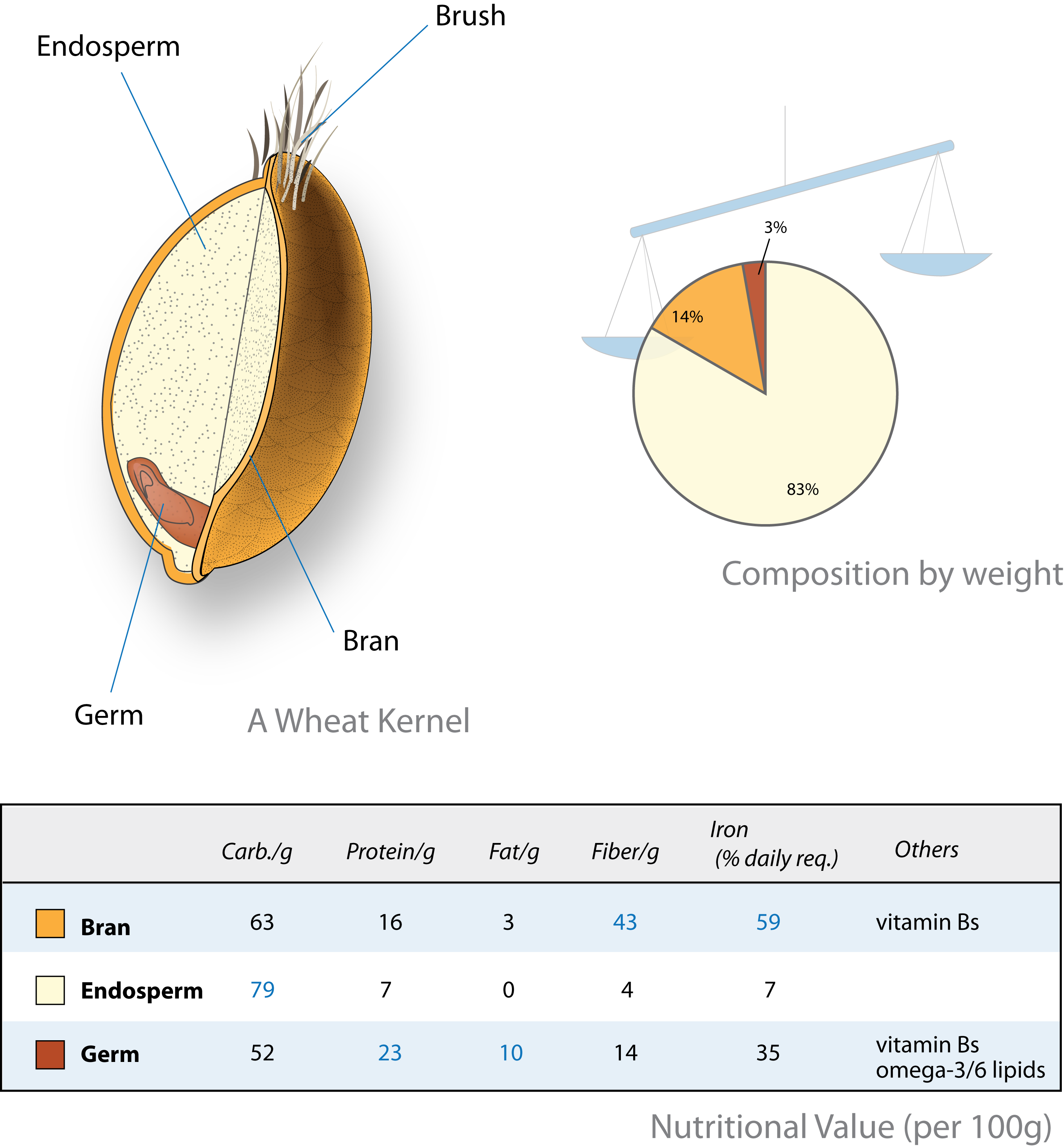

درون‌دانه (انگلیسی: Endosperm) بافت ذخیره‌ای در دانهٔ اغلب نهان‌دانگان است که از همجوشی یکی از گیازامه‌ها antherozoid  (کامهٔ نر متحرک در گیاهان پست) با دو هستهٔ قطبی تشکیل می‌شود.
درون‌دانه بخش مغذی موجود در بعضی دانه‌ها (بذور) است که از کیسهٔ جنین منشأ می‌شود، ولی در خارج از ان قرار می‌گیرد. تشکیل آن معمولاً در پی لقاح دو هستهٔ درون‌دانه تریپلوئید است آندوسپرم به‌عنوان منبع تغذیهٔ گیاه در حال رشد در خلال رویش یا جوانه‌زنی بوده و غالباً به‌طور کامل مصرف می‌شود. غلات بذوری دارند که به آنها بذور نوع آندوسپرمی گویند که در آنها مقداری از مواد غذائی درون بذر باقی می‌ماند. در بعضی دانه‌ها وقتی رشد دانه کامل می‌شود، اندوسپرم به‌طور کامل توسط جنین جذب می‌شود؛ مانند، نخود و لوبیا. در بعضی از دانه‌های دیگر بخشی از درون‌دانه جذب جنین نشده و تا جوانه‌زدن دانه باقی می‌ماند؛ مثل، گندم.

#### باروری دوتایی
درون‌دانه وقتی تشکیل می شود که دو هسته اسپرم درون دانه گرده به قسمت داخلی کیسه جنین یا گامتوفیت ماده برسد. یک هسته اسپرم تخمک را بارور می کند ، یک زیگوت ایجاد می کند ، در حالی که هسته اسپرم دیگر معمولاً با دو هسته قطبی در مرکز کیسه جنین فیوز می شود و سلول آندوسپرم اولیه را تشکیل می دهد (هسته آن اغلب هسته فیوژن سه گانه نامیده می شود). ایجاد شده در روند لقاح مضاعف به آندوسپرم تبدیل می شود. از آنجا که توسط لقاح جداگانه ای تشکیل می شود ، آندوسپرم ارگانیسم جدا از جنین در حال رشد را تشکیل می دهد.
حدود 70٪ از گونه های آنژیوسپرم دارای سلولهای آندوسپرم هستند که پلی پلوئید هستند. اینها به طور معمول تریپلوئید هستند (شامل سه مجموعه کروموزوم) اما می توانند از دیپلوئید (2n) تا 15n متفاوت باشند
یک گونه از گیاهان گل دهنده ، Nuphar polysepala ، دارای آندوسپرم است که دیپلوئید است و در نتیجه ترکیب شدن یک هسته گرده با یک هسته مادری به جای دو ، حاصل می شود. اعتقاد بر این است که در اوایل توسعه دودمانهای آنژیوسپرم ، در این روش تولید مثل ، تولید گامتوفیتهای ماده هفت سلولی / هشت هسته ای و آندوسپرمهای تریپلوئید با نسبت ژنوم مادر به پدر 2: 1 وجود دارد.

### تشکیل آندوسپرم
سه نوع توسعه اندوسپرم وجود دارد:
تشکیل آندوسپرم هسته ای - جایی که تقسیمات مکرر هسته ای آزاد اتفاق می افتد. اگر دیواره سلولی تشکیل شود ، پس از تقسیمات هسته ای آزاد شکل می گیرد. معمولا به عنوان آندوسپرم مایع شناخته می شود. آب نارگیل نمونه ای از این موارد است.
تشکیل آندوسپرم سلولی - جایی که تشکیل دیواره سلولی با تقسیمات هسته ای همزمان باشد. گوشت نارگیل آندوسپرم سلولی است. Acoraceae دارای رشد آندوسپرم سلولی است در حالی که تک لپه های دیگر هروبی هستند.
تشکیل آندوسپرم هلوبیال - جایی که دیواره سلولی بین دو هسته اول ریخته می شود ، پس از آن نیمی از آن در اثر الگوی سلولی و نیمی دیگر در امتداد الگوی هسته ای آندوسپرم ایجاد می شود.